# Vyan Sampson
Vyan Sampson (* 2. Juli 1996 in London) ist eine englisch-jamaikanische Fußballspielerin.

## Karriere

### Vereine
Nachdem sie ihre Jugend bei Charlton Athletic bis 2011 verbracht hatte, wechselte sie danach in die von Arsenal. Ab 2014 stieg sie dann in die erste Mannschaft auf und gab ihr Ligadebüt dann am 12. Oktober 2014 bei einem 3:1-Sieg über den FC Everton. In der folgenden Saison 2015 kam sie zumindest in der Liga wieder nur zu einem Einsatz. Zwar verlängerte sie dann ihren Vertrag nochmal, eine Knieverletzung machte es ihr aber unmöglich, weitere Einsätze zu sammeln.
Im Juni 2018 schloss sie sich dann fest dem Aufsteiger West Ham United an, für welchen sie nun zu mehr regulären Ligaeinsätzen kam. Von August 2019 bis Sommer 2020 wurde sie dann an den neu gegründeten Championship-Klub London City Lionesses verliehen.
Anschließend ging es für sie in die italienische Serie A, wo sie sich San Marino Academy anschloss. Für diese hatte sie in der Liga aber nie einen Einsatz und verließ den Klub nach einem halben Jahr schon wieder. Im Januar 2021 kehrte sie zu ihrem ehemaligen Jugendklub Charlton Athletic zurück, bei welchem sie einen Vertrag bis Saisonende unterschrieb.
Zur Saison 2022/23 unterschrieb sie dann nochmal einen Kontrakt bei Heart of Midlothian aus Schottland, welcher nach Abschluss der Spielzeit dann auch endete.

### Nationalmannschaft
In der U19 spielte sie noch für England und nahm hier mit dieser auch an der Europameisterschaft 2014 teil.
Nachdem Jamaika, für das sie auch spielberechtigt ist, sich erstmals in seiner Geschichte für eine WM-Endrunde qualifizierte, wurde sie im Januar 2019 zu einem Trainingslager eingeladen. Ihr erstes bekanntes Spiel für die A-Nationalmannschaft machte sie dann aber erst am 10. Juni 2021 bei einem 1:0-Freundschaftsspielsieg über Nigeria. Nach einem weiteren Einsatz war sie im folgenden Jahr auch bei der Qualifikation und dann der Endrunde der W Championship 2022 dabei. Dort hatte sie in der Gruppenphase die Rolle der Einwechselspielerin, kam danach im weiteren Turnierverlauf aber nicht zum Zug. Am Ende landete ihre Mannschaft auf dem dritten Platz. Im nächsten Jahr folgten dann noch Einsätze beim Cup of Nations 2023.
Am 23. Juni 2023 wurde sie für den finalen Kader bei der Weltmeisterschaft 2023 nominiert. Dort gab sie beim ersten Gruppenspiel gegen Frankreich dann ihr WM-Debüt.